# Tidalite

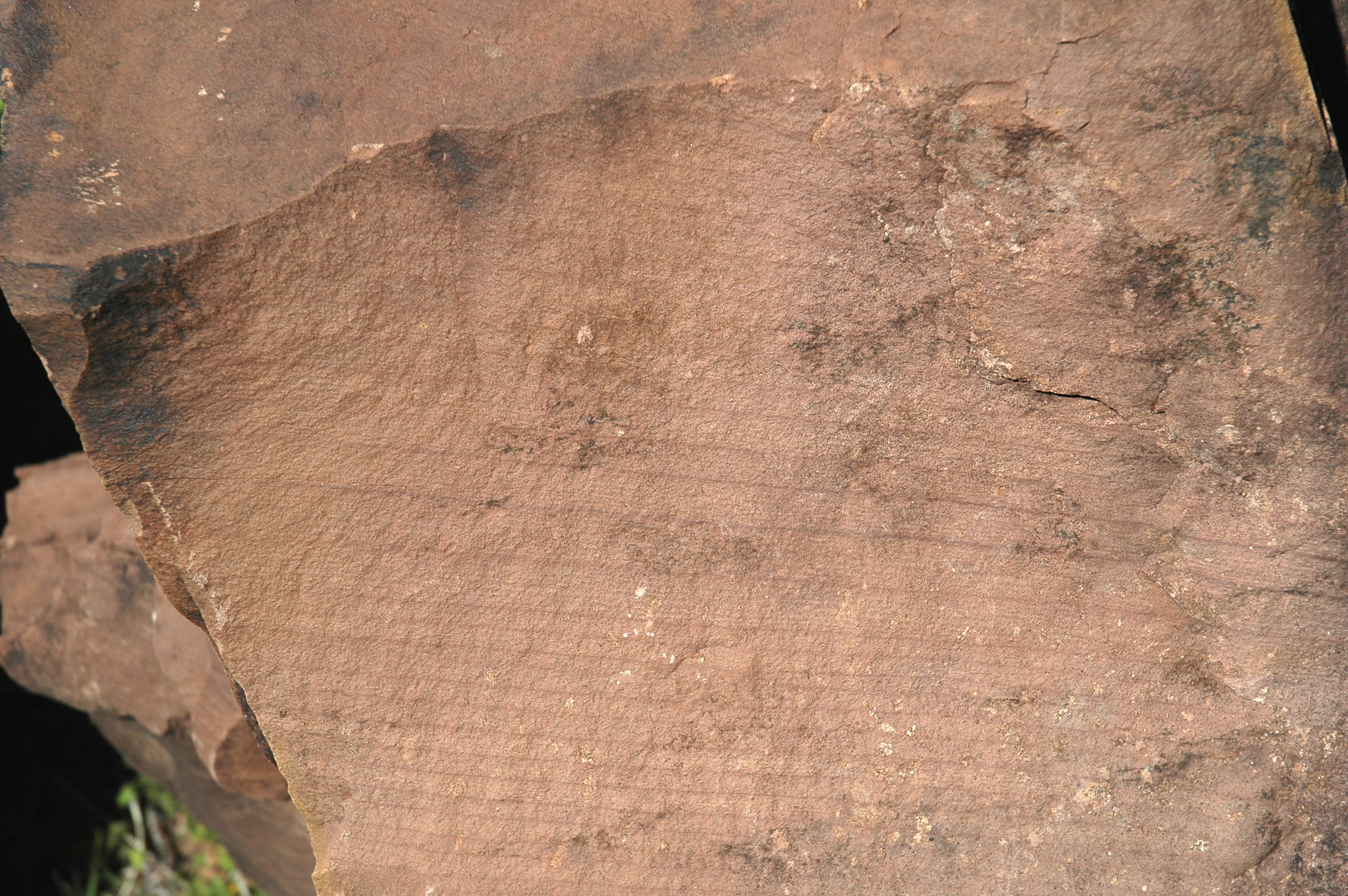
Tidalite de la formation Elatina (Australie). Les cycles de lamines traduisent le régime paléotidal qui montre des pics annuels, semi-annuels ou mensuels.

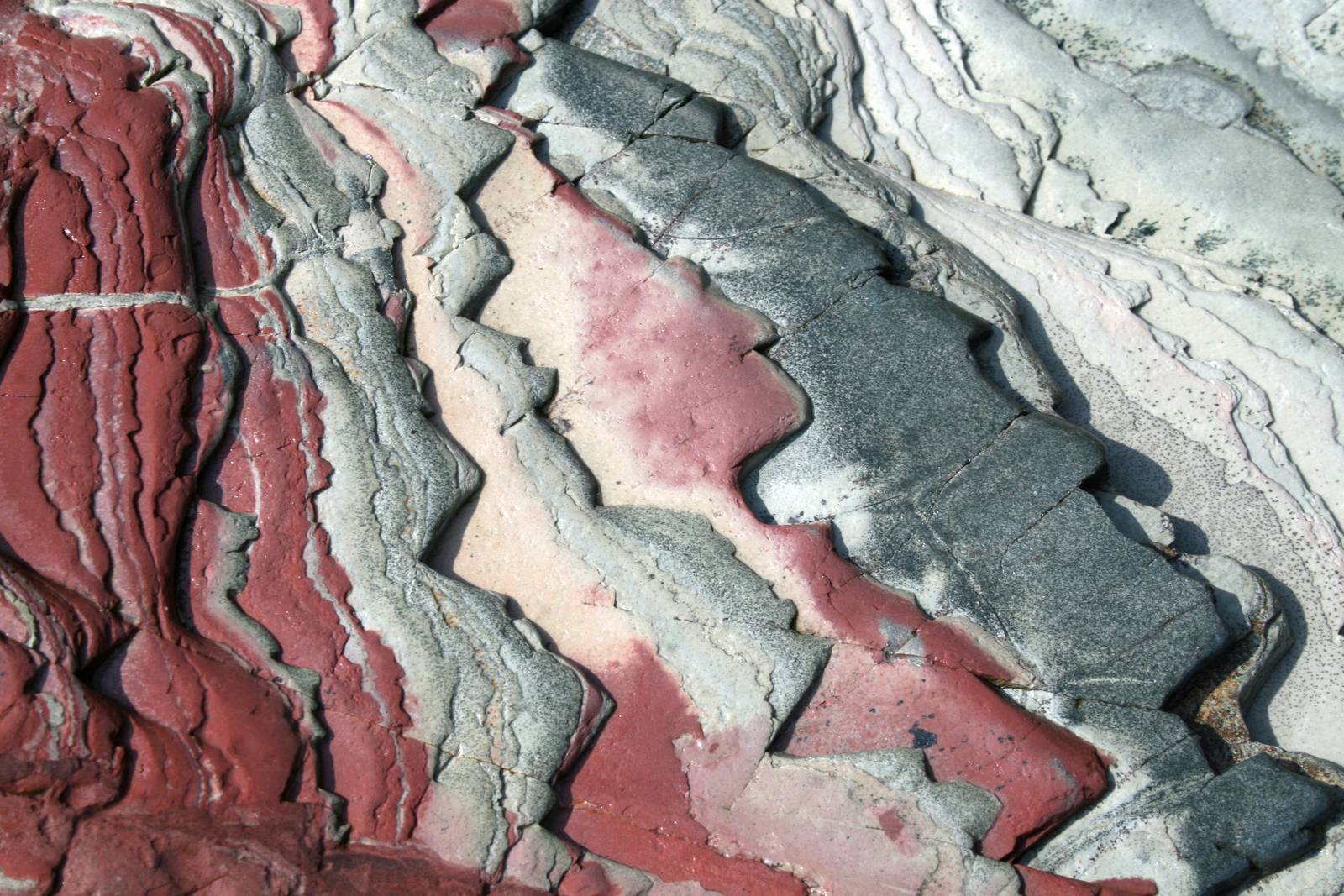
Tidalites au niveau de la plage de l'anse de Bréhec. L'empilement de lamines argilo-silteuses rouges et gréso-argileuses gris-vert traduit l'alternance de milieux bien oxygénés (agités) et de milieux moins bien brassés.

Une tidalite (de l'anglais tide, « marée »), appelée aussi rythmite tidale, est un sédiment déposé dans la zone de battement des marées (ou zone intertidale). Ce dépôt prend la forme de fines strates, lamines (en) de l'ordre du mm ou lits centimétriques.
La diagenèse transforme ce sédiment en roche détritique à grain fin et très finement litée.

## Applications
Cette roche sédimentaire stratifiée de façon rythmique enregistre ainsi les cycles de dépôt des marées, plusieurs lamines pouvant être créées à chaque marée. Si l'épaisseur des séquences varie régulièrement toutes les 28 à 30 séquences élémentaires, cela correspond au nombre de cycles de marées mensuel entre deux épisodes de marées de vives eaux.
En l'absence de fossiles, ces structures sédimentaires témoignent de manière non équivoque d'incursions marines dans les bassins sédimentaires. 
Ces rythmites ont été utilisés pour interpréter le paléoclimat et les seiches paléo-océaniques.
L'étude des tidalites permet d'estimer les distances absolues Terre-Lune et les paramètres paléorotatifs de ces corps célestes (paléorotation et paléoorbite) dans un passé géologique lointain mais leur estimation reste ambiguë en raison des difficultés pour déterminer la durée absolue de l'ancien mois sidéral lunaire,.